# Don McLean

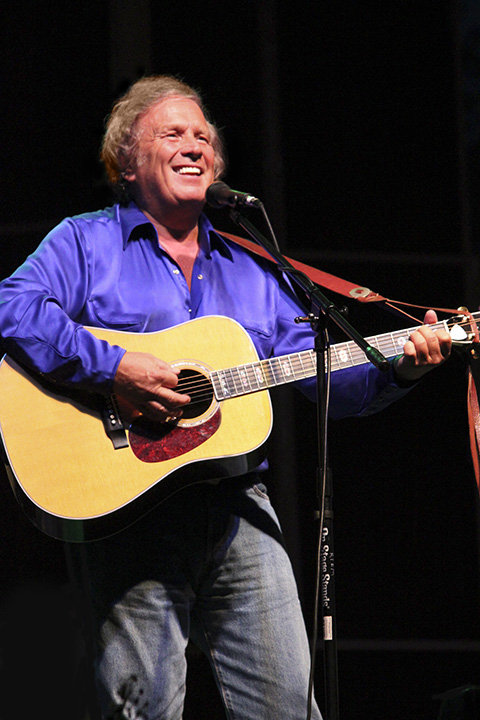
Don McLean (2009)

Donald „Don“ McLean [məˈkleɪn] (* 2. Oktober 1945 in New Rochelle, New York) ist ein US-amerikanischer Sänger, Songwriter und Gitarrist. Sein bekanntestes Stück ist der Folk-Rock-Song American Pie von 1971.

## Leben und Karriere
McLean ist der Sohn eines Elektro-Handelsvertreters, McLeans Großvater und Vater, die beide auch Donald McLean hießen, waren schottischer Herkunft. McLeans Mutter, Elizabeth Bucci, war Italienerin und stammte aus den Abruzzen in Zentral-Italien. Er hat weitere Familienangehörige in Los Angeles und Boston. McLean wurde von seiner Mutter im katholischen Glauben erzogen; sein Vater war Protestant. Als er 15 Jahre alt war, starb sein Vater.
Neben seinem Studium wurde er in den 1960er-Jahren Teil der Folk-Musikszene. Don McLean erlernte Folk und Jazz mit Hilfe der Musik von Tim Hardin, Leadbelly, Bessie Smith, Bobby Short und Count Basie. Sein Idol war hingegen allein Buddy Holly. Er spielte auf Folk-Musikfestivals und in Clubs wie dem Gaslight Cafe und dem Bitter End in New York sowie dem Troubadour in Los Angeles – allerdings zunächst ohne größere Aufmerksamkeit zu erzielen. 1969 lernte er auf einer Veranstaltung der Hudson River Sloop Clearwater Pete Seeger kennen. Trotz einer Widmung Seegers bot er seine erste LP Tapestry zunächst vergeblich 37 Plattenfirmen an. Das Album verkaufte sich nach seiner Veröffentlichung im Jahr 1970 anfangs langsam, dann aber stetig.
Seinen Durchbruch feierte McLean 1971 mit dem achteinhalbminütigen Lied American Pie aus seinem gleichnamigen, zweiten Album. Das Lied war für McLean finanziell sehr erfolgreich. Es ist eine Hommage an Buddy Holly, der 1959 bei einem Flugzeugabsturz ums Leben kam: „The Day the Music Died“, und an den frühen Rock’n Roll. Zugleich handelt das Lied über den Verlust von Unschuld und den Niedergang des American Dream im Zusammenhang mit den 1960er-Jahren, die in den USA mit Turbulenzen und großen gesellschaftlichen Veränderungen verliefen. Bis heute wird der Text des Liedes analysiert, teilweise auf eigenen Fanseiten. Auf Anfragen, was American Pie bedeute, antwortete McLean häufig: „Es bedeutet, dass ich nie wieder arbeiten muss.“ Bei der Wahl der Songs of the Century erreichte es 2001 Platz 5 der wichtigsten US-Lieder des 20. Jahrhunderts, und es wurde in das National Recording Registry der Library of Congress aufgenommen.
Obwohl McLeans Name stark mit diesem Lied verbunden wird, schrieb und sang er weitere Hits. Er etablierte sich als Musiker an der Schnittstelle zwischen Folk und Pop und blieb seinem persönlichen Stil dabei treu. Vincent (Starry, Starry Night), das sich dem niederländischen Maler Vincent van Gogh widmet, belegte im Jahr 1972 Platz 1 der britischen Charts und ist sein wohl zweitbekanntestes Lied. And I Love You So von seinem ersten Album wurde später von Künstlern wie Elvis Presley, Perry Como, Shirley Bassey, Glen Campbell und Engelbert gecovert. Ebenfalls wurde McLeans Lied The Grave, ursprünglich als Kritik am Vietnamkrieg entstanden, von George Michael 2003 als Protest gegen den Irakkrieg neu aufgenommen. Einen gewissen Bekanntheitsgrad besitzen auch Castles in the Air, Winterwood, Dreidel und Wonderful Baby; letzteres eine Hommage an Fred Astaire. Einen weiteren internationalen Hit hatte McLean 1981 mit einer Coverversion des Roy-Orbison-Klassikers Crying. In Großbritannien erreichte die Single Platz 1 der Charts. Orbison selbst beschrieb McLean einmal als „eine der großen Stimmen des Jahrhunderts“. Seine Version des Skyliners-Hits Since I Don’t Have You kam im Jahr 1981 bis auf Platz 23 der US-amerikanischen Single-Charts und war einer seiner letzten nennenswerten Erfolge.
Don McLean veröffentlichte auch nach den 1980er-Jahren neue Alben und Lieder, wenngleich in immer größeren Zeitabständen. Er gibt zudem bis in die Gegenwart weltweit viele Konzerte. Im Jahr 2004 wurde McLean in die Songwriters Hall of Fame aufgenommen. 2021 erhielt er einen Stern auf dem Hollywood Walk of Fame in der Kategorie Musik. Im Januar 2018 bescheinigte die Broadcast Music Incorporated, dass American Pie und Vincent fünf Millionen beziehungsweise drei Millionen Airplays erreicht haben.
Seine erste Ehefrau zwischen 1969 und 1976 war Carol Sauvion, die später mit ihrer Fernsehserie Craft in America einen Emmy Award gewann. Seine zweite Frau Patrisha ließ sich 2016 nach 29 Jahren Ehe von ihm scheiden, nachdem McLean wegen häuslicher Gewalt kurzzeitig von der Polizei verhaftet worden war.

## Trivia
McLeans Lied Empty Chairs inspirierte die Sängerin Lori Lieberman zu dem Gedicht Killing Me Softly with His Song; Charles Fox und Norman Gimbel machten daraus das gleichnamige Lied. Roberta Flack machte den Song 1973 zum Hit. Die Version der Fugees wurde 1996 erneut ein weltweiter Charterfolg. McLean selbst hat das Lied allerdings nie aufgenommen.

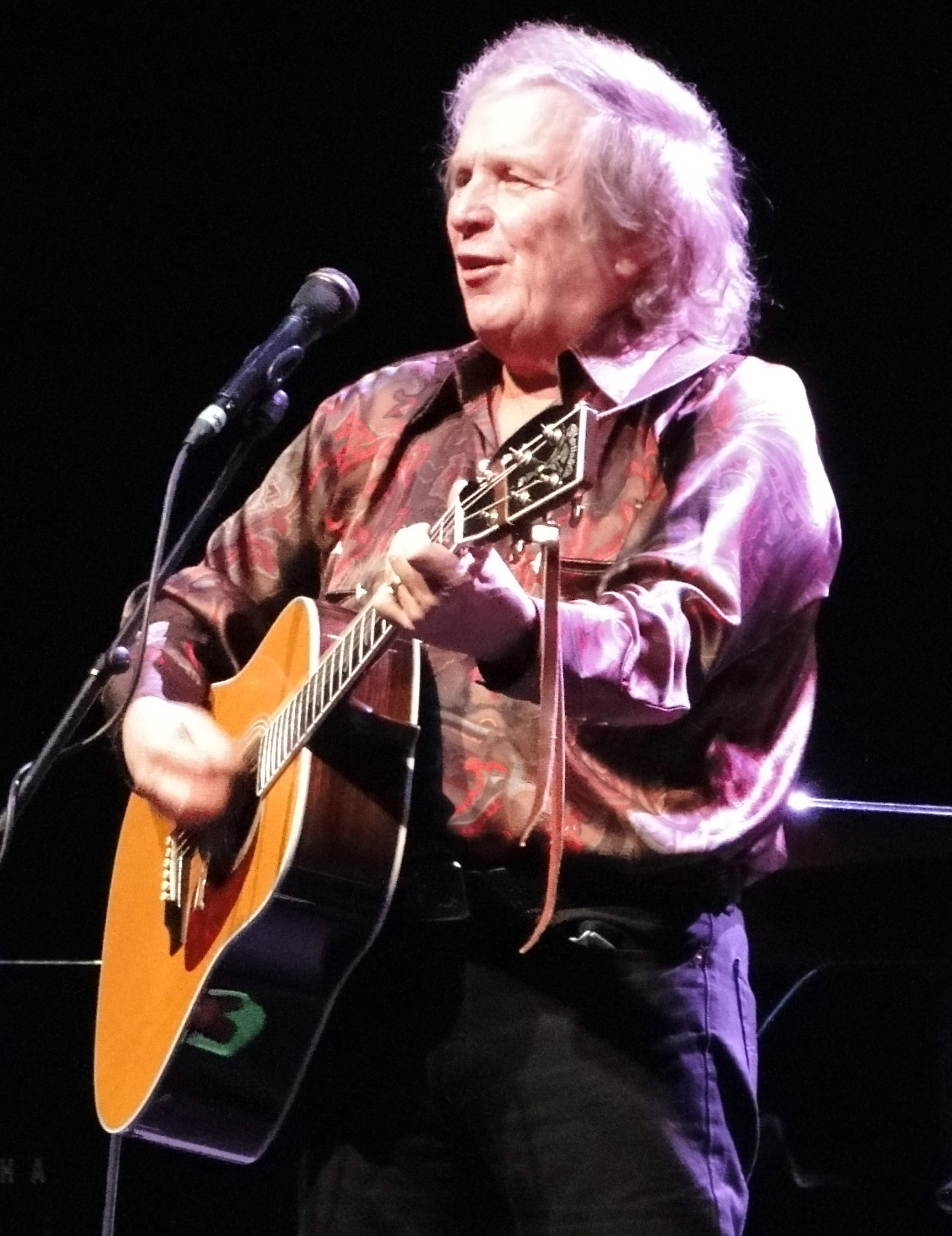
Don McLean (2012)

## Diskografie
Studioalben

| Jahr | Titel                                        | Höchstplatzierung, Gesamtwochen, AuszeichnungChartplatzierungen (Jahr, Titel, Platzierungen, Wochen, Auszeichnungen, Anmerkungen) | Höchstplatzierung, Gesamtwochen, AuszeichnungChartplatzierungen (Jahr, Titel, Platzierungen, Wochen, Auszeichnungen, Anmerkungen) | Höchstplatzierung, Gesamtwochen, AuszeichnungChartplatzierungen (Jahr, Titel, Platzierungen, Wochen, Auszeichnungen, Anmerkungen) | Anmerkungen                              |
| Jahr | Titel                                        | DE | UK | US | Anmerkungen                              |
| ---- | -------------------------------------------- | --- | --- | --- | ---------------------------------------- |
| 1970 | Tapestry                                     | — | UK16 (12 Wo.)UK | US111 (10 Wo.)US | Erstveröffentlichung: 7. Oktober 1970    |
| 1971 | American Pie                                 | DE31 (16 Wo.)DE | UK2 Gold · (54 Wo.)UK | US1 ×2Doppelplatin · (48 Wo.)US                                                                                                   | Erstveröffentlichung: 24. Oktober 1971   |
| 1972 | Don McLean                                   | — | — | US23 (19 Wo.)US | Erstveröffentlichung: 12. November 1972  |
| 1973 | Playin’ Favourites                           | — | UK42 (2 Wo.)UK | — | Erstveröffentlichung: 6. Oktober 1973    |
| 1974 | Homeless Brother                             | — | — | US120 (8 Wo.)US | Erstveröffentlichung: 31. Oktober 1974   |
| 1977 | Prime Time                                   | — | — | — | Erstveröffentlichung: 12. Dezember 1977  |
| 1978 | Chain Lightning                              | — | UK19 (9 Wo.)UK | US28 (21 Wo.)US | Erstveröffentlichung: 22. September 1978 |
| 1981 | Believers                                    | — | — | US156 (11 Wo.)US | Erstveröffentlichung: 29. Oktober 1981   |
| 1988 | Love Tracks                                  | — | — | — | Erstveröffentlichung: 1988               |
| 1991 | Headroom                                     | — | — | — | Erstveröffentlichung: 1991               |
| 1995 | The River of Love                            | — | — | — | Erstveröffentlichung: 1995               |
| 2001 | Sings Marty Robbins                          | — | — | — | Erstveröffentlichung: 2001               |
| 2003 | The Western Album                            | — | — | — | Erstveröffentlichung: 2003               |
| 2004 | You’ve Got to Share Songs for Children       | — | — | — | Erstveröffentlichung: 27. Juli 2004      |
| 2005 | Rearview Mirror: An American Musical Journey | — | — | — | Erstveröffentlichung: 2005               |
| 2009 | Addicted to Black                            | — | — | — | Erstveröffentlichung: Mai 2009           |
| 2018 | Botanical Gardens                            | — | — | — | Erstveröffentlichung: 23. März 2018      |
| 2020 | Still Playin’ Favorites                      | — | — | — | Erstveröffentlichung: 2020               |
| 2024 | American Boys                                | — | — | — | Erstveröffentlichung: 17. Mai 2024       |